# The Unforgettable Fire
The Unforgettable Fire — четвертий студійний альбом ірландського рок-гурту U2, виданий 1 листопада 1984 року на Island Records. Продюсерами альбому стали Браян Іно та Даніель Лануа. Цей альбом суттєво відрізняється за звучанням від попереднього War (гурт почав експериментувати зі стилем ембієнт, а сам альбом став більш атмосферним у порівнянні з попередніми платівками колективу).
Запис альбому почався у травні 1984 року у замку Клейн, де на той час мешкали учасники колективу та команда звукозапису. Зведення платівки відбувалось на студії Windmill Lane Studios у серпні цього ж року. Дві пісні з альбому були присвячені Мартіну Лютеру Кінгу. The Unforgettable Fire отримав загалом позитивні відгуки критиків та відзначився хітом Pride (In the Name of Love).
До альбому увійшло два сингли. Перший «Pride (In the Name of Love)», виданий у вересні 1984 року став хітом, досягнувши вершин хіт-парадів у США та Великій Британії. Другий сингл — The Unforgettable Fire представили у квітні 1985 року. Пісню гарно сприйняли шанувальники гурту у Європі, проте у США трек не став популярним.
Після виходу платівки U2 вирушили у тур The Unforgettable Fire Tour за який відіграли 112 концертів.
Спеціальна версія альбому присвячена 25-тиріччю виходу. The Unforgettable Fire представили у жовтні 2009.

## Список композицій
Автор слів Bono, автор музики U2. 
| #     | Назва                         | Тривалість |
| ----- | ----------------------------- | ---------- |
| 1.    | «A Sort of Homecoming»        | 5:28       |
| 2.    | «Pride (In the Name of Love)» | 3:48       |
| 3.    | «Wire»                        | 4:19       |
| 4.    | «The Unforgettable Fire»      | 4:55       |
| 5.    | «Promenade»                   | 2:35       |
| 6.    | «4th of July»                 | 2:12       |
| 7.    | «Bad»                         | 6:09       |
| 8.    | «Indian Summer Sky»           | 4:17       |
| 9.    | «Elvis Presley and America»   | 6:23       |
| 10.   | «MLK»                         | 2:31       |
| 42:38 |                               |            |

У 1995 році компанія Mobile Fidelity Sound Lab зробила ремастеринг альбому та видала спеціальну «золоту» його версію. Пісні на цьому виданні відрізняються від оригінально альбому дещо зміненою тривалістю (найбільше це помітно у пісні 4th of July до вона продовжена в 2:19 до 2:39 хвилин).
У 1985 році гурт також видав EP Wide Awake in America, на якому було присутні «живі» записи пісень «Bad» та «A Sort of Homecoming». Диск також містив сторону В з треками «The Three Sunrises» та «Love Comes Tumbling», які раніше не видавались у Північний Америці.

## The Unforgettable Fire Collection
Після виходу платівки, гурт представив The Unforgettable Fire Collection — VHS видання до якого увійшли кліпи гурту, а також 30-ти хвилинний документальний фільм про запис альбому. Згодом, це й же фільм буде включено у видання U2 Go Home: Live from Slane Castle.

### Список відео
1. «The Unforgettable Fire»
2. «Bad»
3. «Pride (In the Name of Love)»
4. «A Sort of Homecoming»
5. The Making of the Unforgettable Fire documentary

## Видання присвячене 25-тиріччю виходу The Unforgettable Fire
27 листопада 2009 року лейбл Mercury Records видала перезаписану версію альбому, яка була присвячена 25-тиріччю виходу оригінальної платівки. Всього було доступно 4 версії альбому: одна звичайна, дві з додатковими дисками та одна з DVD. Бонус диски містила додаткові концертні записи гурту, а також дві пісні, які раніше ніколи не видавались — Disappearing Act та Yoshino Blossom.

### Bonus CD
| #     | Назва                                             | Примітки                               | Тривалість |
| ----- | ------------------------------------------------- | -------------------------------------- | ---------- |
| 1.    | «Disappearing Act»                                | Новий трек з The Unforgettable Fire    | 4:35       |
| 2.    | «A Sort of Homecoming» (live)                     | З EP Wide Awake in America             | 4:07       |
| 3.    | «Bad» (live)                                      | З EP Wide Awake in America             | 8:00       |
| 4.    | «Love Comes Tumbling»                             | З синглу The Unforgettable Fire        | 4:52       |
| 5.    | «The Three Sunrises»                              | З синглу The Unforgettable Fire        | 3:53       |
| 6.    | «Yoshino Blossom» (інструментальна)               | Новий трек з The Unforgettable Fire    | 3:39       |
| 7.    | «Wire» (Kevorkian Remix)                          |                                        | 5:12       |
| 8.    | «Boomerang I» (інструментальна)                   | З синглу «Pride (In the Name of Love)» | 2:48       |
| 9.    | «Pride (In the Name of Love)» (подовжена версія)  | З синглу «Pride (In the Name of Love)» | 4:43       |
| 10.   | «A Sort of Homecoming» (Даніель Лануа, Remix)     | Не виданий раніше трек                 | 3:18       |
| 11.   | «11 O'Clock Tick Tock» (подовжена версія)         | З синглу «Pride (In the Name of Love)» | 4:11       |
| 12.   | «Wire» (Celtic Dub Mix)                           | З промо платівки журналу NME (1985)    | 4:36       |
| 13.   | «Bass Trap» (інструментальна)                     | З синглу The Unforgettable Fire        | 5:15       |
| 14.   | «Boomerang II»                                    | З синглу «Pride (In the Name of Love)» | 4:50       |
| 15.   | «4th of July» (подовжена версія)                  | З синглу «Pride (In the Name of Love)» | 2:26       |
| 16.   | «Sixty Seconds in Kingdom Come» (інструментальна) | З синглу The Unforgettable Fire        | 3:15       |
| 69:34 |                                                   |                                        |            |

## Ключові особи
- Боно — вокал
- Едж — гітара, бек-вокал
- Адам Клейтон — бас гітара
- Ларрі Маллен — ударні

## Сертифікації
| Регіон                                                                                          | Сертифікація  | Продажі    |
| ----------------------------------------------------------------------------------------------- | ------------- | ---------- |
| Бразилія                                                                                        | —             | 100,000    |
| Канада (Music Canada)                                                                           | 3× Платиновий | 300 000^   |
| Франція (SNEP)                                                                                  | Золотий       | 100 000*   |
| Італія                                                                                          | —             | 200,000    |
| Нідерланди (NVPI)                                                                               | Золотий       | 50 000^    |
| Нова Зеландія (RIANZ)                                                                           | Платиновий    | 15 000^    |
| Швейцарія (IFPI Switzerland)                                                                    | Золотий       | 25 000^    |
| Велика Британія (BPI)                                                                           | 2× Платиновий | 600 000^   |
| США (RIAA)                                                                                      | 3× Платиновий | 3 000 000^ |
| *продажі, що базуються лише на сертифікаціях ^відвантаження, що базуються лише на сертифікаціях |               |            |